# 布斯托德武雷瓦
布斯托德武雷瓦，是西班牙卡斯蒂利亚-莱昂布尔戈斯省的一个市镇。总面积19平方公里，总人口216人（2001年），人口密度11人/平方公里。